# Jagodne (województwo warmińsko-mazurskie)
Jagodne (niem. Balkfelde) – wieś w Polsce położona w województwie warmińsko-mazurskim, w powiecie piskim, w gminie Pisz.
W latach 1975–1998 miejscowość administracyjnie należała do województwa suwalskiego.

## Nazwa
12 lutego 1948 r. ustalono urzędową polską nazwę miejscowości – Jagodne, określając drugi przypadek jako Jagodnego, a przymiotnik – jagodzieński.